# Eugenia polystachya
Eugenia polystachya är en myrtenväxtart som beskrevs av Louis Claude Marie Richard. Eugenia polystachya ingår i släktet Eugenia och familjen myrtenväxter. Inga underarter finns listade i Catalogue of Life.